# Dušmanići
Dušmanići (en serbe cyrillique : Душманићи) est un village de Serbie situé dans la municipalité de Prijepolje, district de Zlatibor. Au recensement de 2011, il comptait 268 habitants.

## Démographie

### Évolution historique de la population
| 1948 | 1953 | 1961 | 1971 | 1981 | 1991 | 2002 | 2011 |
| ---- | ---- | ---- | ---- | ---- | ---- | ---- | ---- |
| 372  | 449  | 480  | 417  | 380  | 335  | 245  | 268  |

|  |